# كيسي باهر
كيسي باهر (بالإنجليزية: Casey Bahr) هو لاعب كرة قدم أمريكي في مركز الدفاع، ولد في 20 سبتمبر 1948 في ماونت هولي ‏ في الولايات المتحدة. لعب مع United German Hungarians of Philadelphia and Vicinity ‏.

## وصلات خارجية
- كيسي باهر على موقع الاتحاد الدولي (مؤرشف)  (الإنجليزية)
- كيسي باهر على موقع عالم كرة القدم.نت (الإنجليزية)
- كيسي باهر على موقع أوليمبيديا (الإنجليزية)